# Dominic Antonelli
Dominic Anthony Antonelli (* 23. srpna 1967 v Detroitu, Michigan, USA) původně letec vojenského námořnictva Spojených států, je od července 2000 astronautem NASA. V březnu 2009 absolvoval svůj první kosmický let raketoplánem Discovery na Mezinárodní vesmírné stanici (ISS). Druhý v květnu 2010 při letu STS-132 raketoplánu Atlantis. Dosud strávil ve vesmíru 24 dní, 13 hodin a 58 minut.

## Život

### Mládí
Dominic Antonelli se pochází z michiganského Detroitu. Po ukončení střední školy v Fayetteville v Severní Karolíně od roku 1985 studoval na Massachusettském technologickém institutu (MIT, Massachusetts Institute of Technology), roku 1989 zde získal titul bakaláře v oboru letectví a kosmonautiky.
Od roku 1991 sloužil u námořnictva jako pilot stíhacích letadel F/A-18C Hornet na letadlové lodi Nimitz. Roku 1996 se účastnil leteckého hlídkování nad jižním Irákem. Roku 1997 studoval ve Škole zkušebních letců USAF (USAF Test Pilot School). Poté byl přeložen do Námořního zbraňového střediska (Naval Weapon Center) v China Lake v Kalifornii. Na jednačtyřiceti typech letadel nalétal přes 3200 hodin.

### Astronaut
Zúčastnil se 18. náboru astronautů NASA, uspěl a 26. července 2000 byl začleněn do oddílu astronautů NASA. V ročním kurzu všeobecné kosmické přípravy získal kvalifikaci pilota raketoplánu Space Shuttle.
Po dokončení přípravy zastával různé funkce v NASA. Studoval též na University of Washington v Seattlu, zde roku 2002 získal titul magistra (M.S.) letectví a kosmonautiky.

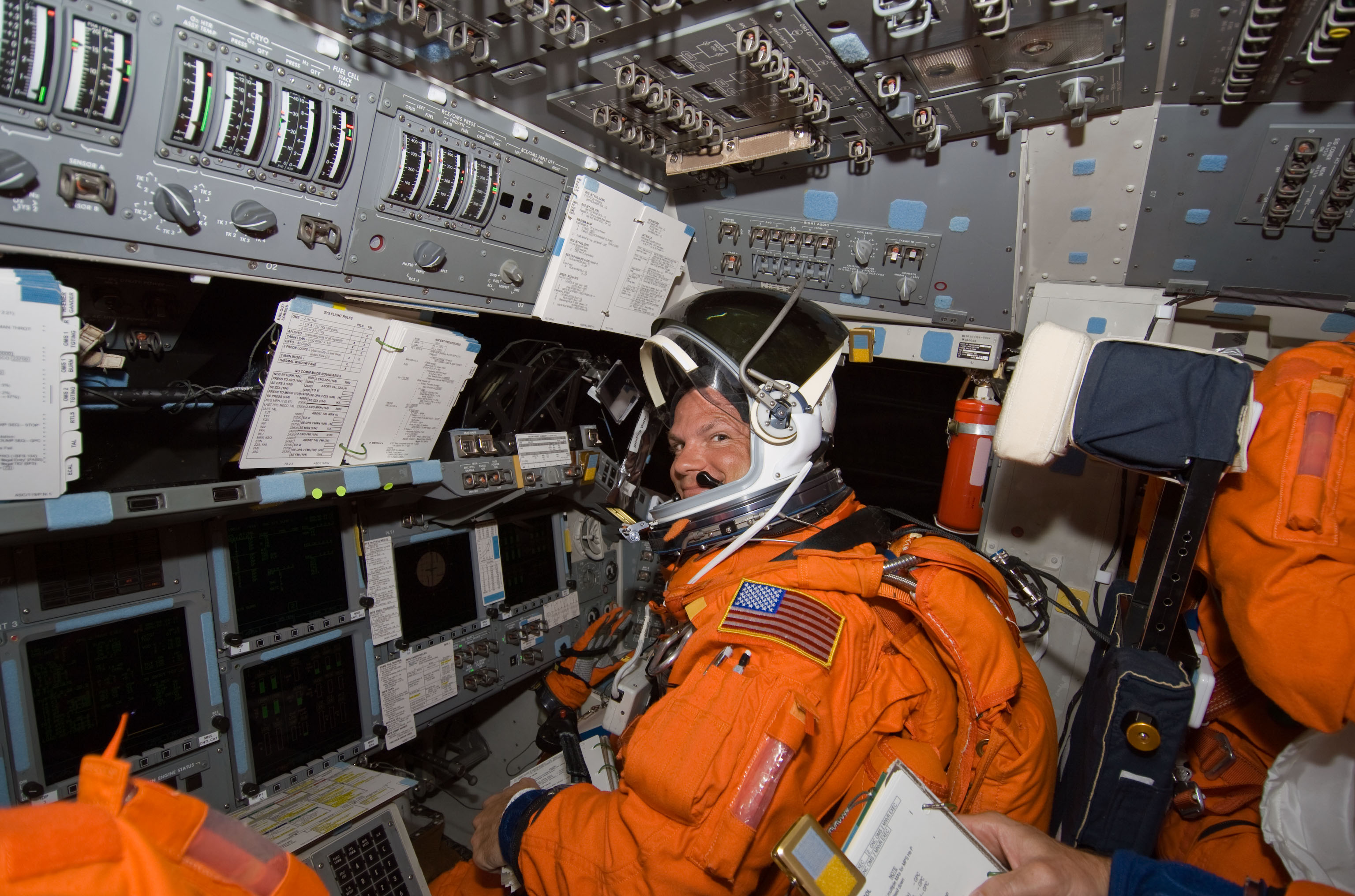
Antonelli na svém místě pilota Discovery, brzy po startu 15. března 2009

Až v říjnu 2007 byl zařazen ve funkci pilota do posádky letu STS-119 plánovaného na listopad 2008. Do vesmíru odstartoval po několika odkladech na palubě raketoplánu Discovery 15. března 2009. Cílem mise byla doprava a montáž posledního solárního panelu Mezinárodní vesmírné stanice (ISS) a výměna člena posádky ISS. Po splnění programu letu astronauti přistáli 28. března 2009 na Floridě, let trval 12 dní, 19 hodin a 30 minut.
V květnu 2009 NASA zveřejnila složení posádky letu STS-132 tehdy naplánovaného na duben 2010. Antonelli bude opět pilotem raketoplánu, tentokrát stroje Atlantis.
Tony Antonelli je ženatý, má dvě děti.